# Carlos Astroza
Carlos Alexis Astroza Cárdenas (* 23. November 1976) ist ein ehemaliger chilenischer Fußballschiedsrichterassistent.
Astroza wurde von 2011 bis 2018 als Schiedsrichterassistent regelmäßig in der Copa Sudamericana und in der Copa Libertadores eingesetzt.
Als Schiedsrichterassistent war Astroza bei vielen internationalen Turnieren im Einsatz, darunter bei der Klub-Weltmeisterschaft 2011 in Japan, beim Konföderationen-Pokal 2013 in Brasilien, bei der Weltmeisterschaft 2014 in Brasilien und bei der Klub-Weltmeisterschaft 2014 in Marokko (jeweils als Assistent von Enrique Osses) sowie bei der U-20-Weltmeisterschaft 2017 in Südkorea und bei der Weltmeisterschaft 2018 in Russland (jeweils als Assistent von Julio Bascuñán). Bei der Weltmeisterschaft 2018 kam das Schiedsrichtergespann von Bascuñán zu keinem Einsatz, jedoch wurde Astroza bei insgesamt 18 Partien als Videoschiedsrichterassistent eingesetzt, darunter sowohl im Eröffnungsspiel als auch im Finale.